# Invasion America
Invasion America est une série télévisée d'animation américaine en treize épisodes de 22 minutes créée par Steven Spielberg et Harve Bennett, diffusée entre le 8 juin et le 7 juillet 1998 dans le bloc de programmation Kids' WB.
En France, elle a été diffusée à partir du 16 juin 1999 sur Canal+. Elle reste inédite dans les autres pays francophones.
Noter la présence parmi les invités à prêter leurs voix, de Leonard Nimoy, connut pour les téléséries Star Trek et Mission impossible. 

## Synopsis
L'histoire d'Invasion America commence au début des années 1980, lorsque des extraterrestres humanoïdes de la planète Tyrus commencent à initier leurs plans pour entrer en contact avec la Terre. Cale-Oosha, le dirigeant de Tyrus, se penche sur le projet de son oncle avec la Terre. Cependant, son oncle, The Dragit, affirme que leur planète mourante devrait envahir la Terre et s'emparer de ses ressources. Cale refuse et une guerre civile éclate.
Cale et Rafe, son garde du corps, entraîneur et ami de confiance, s'échappent sur Terre, se déguisant en humains. Cale rencontre Rita Carter, une humaine ; il tombe amoureux d'elle et ils se marient. Après avoir longtemps fui les forces de Dragit sur Terre, Cale retourne à Tyrus pour aider à renforcer ses forces loyalistes, les Ooshati, laissant Rita et leur jeune fils, David, sous la protection de Rafe.
De nos jours, lorsque le Dragit retrouve enfin la famille, il est déterminé à les tuer, et la vie d'adolescent de David Carter est plongée dans une aventure dévastatrice consistant à arrêter le Dragit, à perdre et à gagner des amis et à découvrir qui il est. 

## Voix

### Voix originales
- Mikey Kelley : David Carter (Oosha)
- Edward Albert : Rafe
- Kath Soucie : Rita Carter (Ooshala)
- Lorenzo Lamas : Cale-Oosha
- Tony Jay : The Dragit
- Greg Eagles : Major Philip « Phil » Stark
- Kristy McNichol : Sergeant Angela « Angie » Romar
- Rider Strong : Jim Bailey
- Ronny Cox : Doc
- Frank Welker : Blue
- Leonard Nimoy : General Konrad
- James Sikking : General Gordon
- Jim Cummings : Major Lomack
- Thom Adcox-Hernandez (en) : Simon Lear
- Kath Soucie : Sonia Lear

### Voix françaises
- Damien Boisseau : David Carter
- Pierre Hatet : Le Dragit
- Didier Cherbuy : Cale Oosha
- Patrice Baudrier : Major Philip Stark/Simon Lear
- Bruno Dubernat : Rafe/Général Gorden
- Déborah Perret : Sonia Lear
- Sylvain Lemarié : Général Konrad/Le président des États-Unis

 Source et légende : version française (VF) sur RS Doublage

## Épisodes
1. La Légende (The Legend)
2. Le Fils (The Son)
3. L'Envol (Flight)
4. L'Assaut (Assault)
5. La Métamorphose (Renewal)
6. L'Abri (Home)
7. Capture (Capture)
8. Le Grand voyage (The Trip)
9. Les Alliés (Allies)
10. Charade (Charade)
11. Rendez-vous (Rendez-vous)
12. Compte à rebours (Countdown)
13. Le Côté obscur (Dark Side)